# Marxistische Arbeitswoche

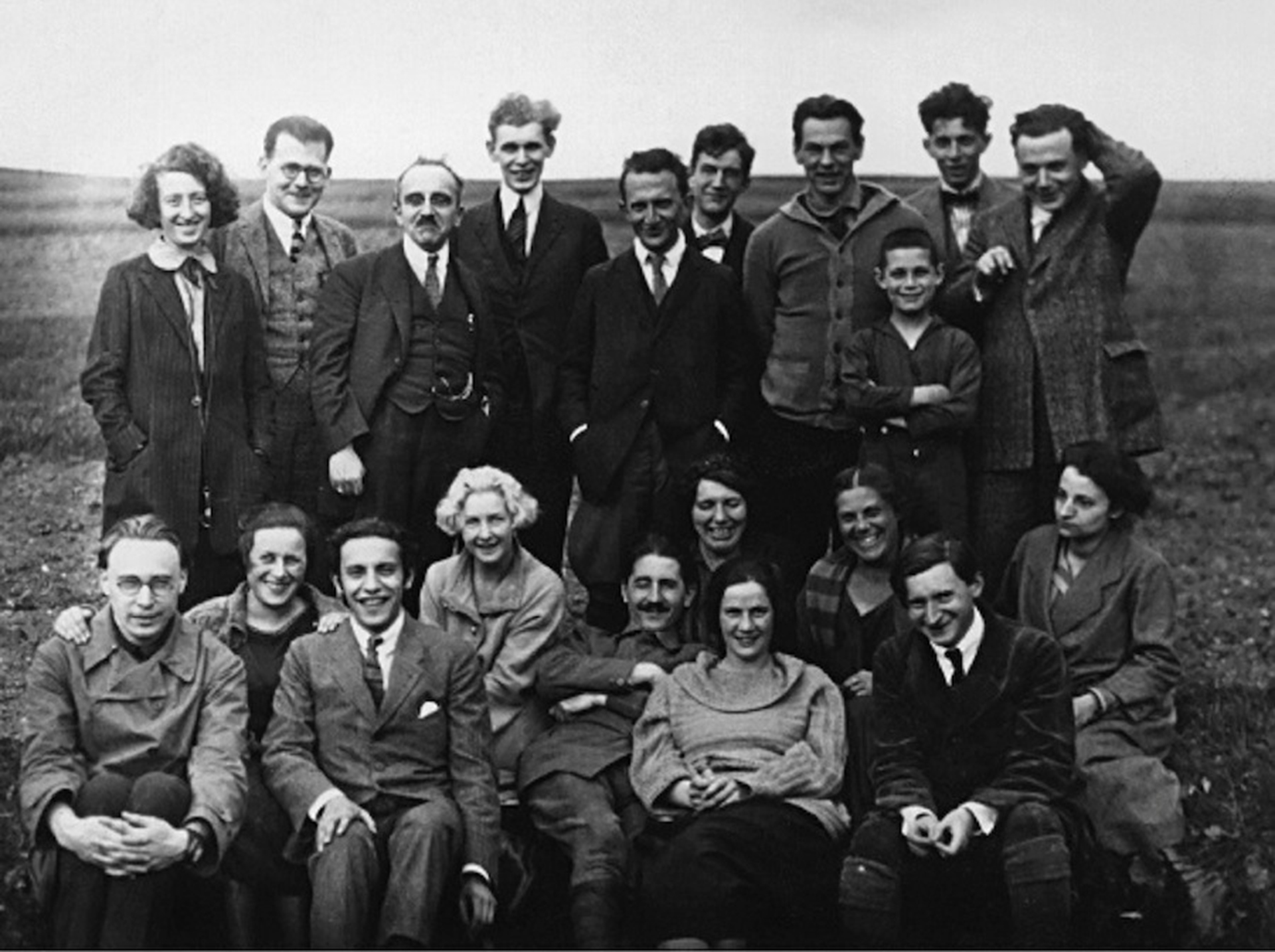
Gruppenphoto, stehend von links nach rechts: Hede Massing, Friedrich Pollock, Eduard Ludwig Alexander, Konstantin Zetkin, Georg Lukács, Julian Gumperz, Richard Sorge, Karl Alexander (Kind), Felix Weil, unbekannt; sitzend: Karl August Wittfogel, Rose Wittfogel, unbekannt, Christiane Sorge, Karl Korsch, Hedda Korsch, Käthe Weil, Margarete Lissauer, Béla Fogarasi, Gertrud Alexander

Die Marxistische Arbeitswoche, auch bekannt als Erste Marxistische Arbeitswoche, war eine Konferenz, die ab dem 20. Mai 1923 über Pfingsten für acht Tage in Geraberg bei Arnstadt in Thüringen stattfand. Tagungsort war ein Bahnhofshotel, das von dem Kommunisten Friedrich Henne geführt wurde. Zu den Teilnehmern gehörten namhafte Marxisten und Kommunisten.

## Vorgeschichte
Das Jahr 1923 war in Deutschland geprägt von Hyperinflation, dem Hitlerputsch und der endgültigen Niederlage der Arbeiterbewegung in Westeuropa. Dieses Scheitern war Gegenstand der Arbeitswoche. Die Arbeitswoche war das erste Theorieseminar des zuvor per Erlass des preußischen Bildungsministeriums am 3. Februar 1923 an der Universität Frankfurt gegründeten Instituts für Sozialforschung. Die Einladungen sowie die Koordination erfolgten sehr wahrscheinlich durch Richard Sorge. Die Idee zu dieser Tagung ist wohl vor allem Karl Korsch zuzurechnen, aber auch Felix Weil könnte daran entscheidend beteiligt gewesen sein. Korsch nahm mit seiner Frau Hedda Korsch, Richard Sorge mit Christiane Sorge teil.

## Teilnehmer und Themen
Weitere Teilnehmer waren Felix Weil, der als Mäzen die Veranstaltung finanziell unterstützte, seine Frau Käthe Weil, Karl August Wittfogel und dessen Frau Rose, geb. Schlesinger, Friedrich Pollock, Eduard Ludwig Alexander, mit Frau Gertrud Alexander und Kind, Konstantin Zetkin, sowie Georg Lukács. Julian Gumperz und seine zukünftige Ehefrau Hede Massing, Margarete Lissauer und ihr künftiger Ehemann, der ungarische Philosoph Béla Fogarasi, Karl Schmückle sowie der japanische Marxist Fukumoto Kazuo (1894–1983). Letzterer hielt die Veranstaltung auch fotografisch fest.
Michael Buckmiller ist es mit Hilfe zwei erhaltener Fotos gelungen, 19 Teilnehmer zu identifizieren. Zwei abgebildete Menschen konnten nicht identifiziert werden. In seinen Erinnerungen nennt Felix Weil weitere Personen, die an der Veranstaltung teilgenommen hätten, darunter Fritz Sternberg und Heinrich Süßkind. Er nennt rund 25 Personen, die teilgenommen hätten.
Inhaltlich waren bei der Arbeitswoche drei Themen vorgesehen. Eduard Ludwig Alexander sollte den ersten Teil „Über die Behandlungsarten des gegenwärtigen Krisenproblems“ einleiten. Daran anschließend folgte „Zur Methodenfrage“, von Korsch und Lukács gemeinsam übernommen. Als Drittes folgte ein Block mit dem Titel „Organisatorische Fragen der marxistischen Forschung“, den Fogarasi einleitete.
Der überwiegende Teil der Anwesenden blieb dem Institut für Sozialforschung auf die eine oder andere Weise auch über das Treffen hinaus verbunden.

## Zweite Marxistische Arbeitswoche
Vom 26. bis 29. Mai 2023 fand unter dem Titel Unhaltbare Zustände, organisiert vom Frankfurter Institut für Sozialforschung, die Zweite Marxistische Arbeitswoche in Frankfurt statt. Das Programm bestand aus annähernd 70 Veranstaltungen, darunter diverse Workshops, Vorträge und Diskussionen. Es nahmen fast 900 Personen teil.